# Лукин Остров
Луки́н О́стров (карел. Lukinniem) — деревня в составе Кедрозерского сельского поселения Кондопожского района Республики Карелия.

## Общие сведения
Расположена на берегу залива в северо-западной части Онежского озера.
В деревне находится полуразрушенная деревянная часовня XVIII века.

## Население
Численность населения в 1905 году составляла 123 человека.
| 2002 | 2009 | 2010 | 2013 |
| ---- | ---- | ---- | ---- |
| 0    | ↗1   | →1   | ↗2   |